# Messaoud Koussim
Messaoud Koussim (arabe : مسعود كوسيم), né le 6 février 1941 à Sétif en Algérie, et décédé le 3 août 2015, est un joueur de football international algérien, qui évoluait au poste d'attaquant, avant de devenir ensuite dirigeant. Il était surnommé "Saoudi".
Il compte 1 sélection en équipe nationale en 1965.
Son fils, Yanis, est réalisateur et scénariste.

## Biographie

### Carrière de joueur

#### Carrière en club
Il accomplit l'intégralité de sa carrière avec le club de l'ES Sétif, si ce n'est une saison au CR Belcourt en 1963-1964.
Il remporte avec Sétif, un titre de champion d'Algérie, et trois Coupes d'Algérie. 

#### Carrière en sélection
Il est appelé une à deux reprises en équipe nationale.
Il inscrit avec l'équipe d'Algérie un but contre l’équipe suisse de La Chaux-de-Fonds, lors d'un match amical (défaite 5-1).

### Reconversion
Il devient avocat à l'issue de sa carrière de joueur, officiant au barreau de Sétif.
Dans les années 1990, il fait partie du bureau fédéral.

## Palmarès
ES Sétif
- Championnat d'Algérie (1) :
  - Champion : 1967-68.
  - Meilleur buteur : 1964-65 (19 buts).

- Coupe d'Algérie (3) :
  - Vainqueur : 1962-63, 1966-67 et 1967-68.